# Milestones (Jazzstandard)
Milestones (deutsch: Meilensteine; auch Wortspiel aus Miles und Tones (Miles Klänge)), auf dem ursprünglichen Album als Miles aufgeführt, ist eine modale Jazz-Komposition von Miles Davis. Sie erschien zuerst auf seinem Album Milestones, das im Jahr 1958 aufgenommen und veröffentlicht wurde. Die Komposition gilt als wegweisend für die Aufnahme des Albums Kind of Blue und entwickelte sich zu einem Jazzstandard.
Eine Bebop-Komposition gleichen Namens von John Lewis nahm Miles Davis im Jahr 1947 mit Charlie Parker für Savoy Records auf, „mit relativ wenig Erfolg“.

## Die Komposition
Milestones gilt als erste modale Jazz-Komposition von Miles Davis. Er wurde dazu durch eine Aufführung des Ballet Africaine aus Guinea angeregt. Das Stück hat eine achttaktige Struktur in der Liedform AABA. Die Komposition bewegt sich in zwei Skalen: zunächst einer dorischen über den Ton g (im A-Teil, zunächst zweimal für je 8 Takte), dann einer äolischen über den Ton a (im 16-taktigen B-Teil); sie kehrt dann in den dorischen Modus zurück.
Das Thema baut auf einem Riff der Bläser auf und wird durch Einwürfe des Pianos ergänzt; es nutzt langsame harmonische Veränderungen. Im A-Teil wird es durch einen Walking Bass getragen, wobei ein Akzent auf dem vierten Beat liegt. Im B-Teil wird der Rhythmus unregelmäßig betont; die Trompete tritt hier solistisch verschoben hervor. Die tonale Basis kann auch als F-Dur-Skala (mit einem Basston C) und als A-Moll-Skala beschrieben werden.
Die Modalität ist ein Werkzeug für die Schaffung von anspruchsvollen und interessanten Melodien. Davis sagte den Bandmitgliedern:

„There will be fewer chords, but infinite possibilities as to what to do with them.“

## Weitere Aufnahmen
Milestones wurde „ein Klassiker der modalen Schule.“ Das Stück wurde zwischen 1959 und 1965 regelmäßig von Davis gespielt (und ist auch auf Live-Aufnahmen aus der Zeit dokumentiert). Es wurde nicht nur von ihm nahestehenden Musikern wie  Bill Evans Herbie Hancock oder Dave Liebman eingespielt. Die Komposition wurde von vielen anderen Musikern aufgenommen, etwa Stan Getz und Chet Baker, Booker Little, Anthony Braxton, Dexter Gordon, Michal Urbaniak, Claudio Roditi oder Buddy Rich. Als ungewöhnliche Einspielungen hebt Hans-Jürgen Schaal die Zusammenarbeit von Wes Montgomery und Jimmy Smith mit dem Orchester von Oliver Nelson, die Trioaufnahme von Joe Pass, die Aufnahme des Turtle Island String Quartet oder Aki Takases Bearbeitung von 1992 (mit ihr am Piano, Bassist Nobuyoshi Ino und Streichquartett) hervor.
Das Lied hatte ursprünglich keinen Text und wird auch meistens als Instrumental aufgenommen. Mark Murphy nahm das Lied mit einem Text von Jim Britt auf.

## Musiker der Erstaufnahme
Die Erstaufnahme von Milestones erfolgte am 2. April 1958 im CBS 30th Street Studio in New York City. Ekkehard Jost schrieb dazu: „…Milestones wurde… aufgenommen, von einem Sextett, dessen Besetzung aus außerordentlich starken musikalischen Charakteren besteht. Miles Davis – Trompete, Julian Adderley (genannt Cannonball) – Altsaxophon, John Coltrane – Tenorsaxophon, Red Garland – Klavier, Paul Chambers – Kontrabass, Philly Joe Jones – Schlagzeug; allesamt Musiker, die man als stilbildend zu bezeichnen pflegt, insbesondere als ihre je individuelle Spielweise als vorbildhaft empfunden wurde und zahlreiche Imitatoren auf den Plan rief.“ (Ekkehard Jost: Miles Davis´ MILESTONES als Lehrstück über die Beziehungen zwischen musikalischem Material, Zeitstil und individuellen Ausdrucksmitteln (PDF-Datei; 404 kB))